# Torixoréu
Torixoréu är en kommun i Brasilien.   Den ligger i delstaten Mato Grosso, i den centrala delen av landet, 500 km väster om huvudstaden Brasília. Antalet invånare är 4 036.
Omgivningarna runt Torixoréu är huvudsakligen savann. Trakten runt Torixoréu är nära nog obefolkad, med mindre än två invånare per kvadratkilometer.